# Akut kranskärlssjukdom
Akut kranskärlssjukdom (akuta koronara syndrom, AKS) omfattar instabil angina, icke-ST-höjningsinfarkt (NSTEMI), ST-höjningsinfarkt (STEMI). Tillstånden inom AKS-begreppet kan ses som olika aspekter av samma sjukdom och handläggs enligt gemensamma riktlinjer.

## Behandling
Vid all akut kranskärlssjukdom rekommenderas proppförebyggande behandling med laddningsdos acetylsalicylsyra. Tidsbegränsad behandling med proppförebyggande P2Y12-hämmare är också rekommenderad, medan behandlingen med acetylsalicylsyra enligt rekommendationerna ska fortsätta livslångt.
Vid ST-höjningsinfarkt rekommenderas omedelbar kranskärlsröntgen med möjlighet till stentning. Om kranskärlsröntgen inte kan genomföras i tid kan behandling med propplösande läkemedel ges i väntan på åtgärd. Hur snabbt kranskärlsröntgen bör ske vid icke-ST-höjningsinfarkt och instabil angina beror på olika riskfaktorer som bedöms av behandlande läkare.